# Pokémon: Indigo League
Pokémon: Indigo League is het eerste seizoen van de animatieserie Pokémon. Dit seizoen wordt opgevolgd door Pokémon: Orange Islands. De Amerikaanse productie lag in handen van 4Kids Entertainment.

## Uitzending
Dit seizoen werd oorspronkelijk uitgezonden van 23 of 30 augustus 1999 tot oktober 1999 op kinderzender Fox Kids, gevolgd door vele herhalingen op dezelfde zender. Is in 2008 ook nog herhaald door Jetix, in 2009 nog één keer en in 2011 door Disney XD, het 24/7 digitale kanaal. Sinds januari 2014 werd het seizoen weer herhaald op Disney XD 24/7 rond de gebruikelijke tijd van 20.15 uur.
Seizoen 1 (afl 1 tot 52) is wereldwijd beschikbaar op Netflix.

## Verhaallijn
Als Ash uit het dorpje Pallet Town tien jaar wordt, mag hij voor het eerst naar de lokale Pokémonprofessor om zijn eerste Pokémon ophalen. Maar hij verslaapt zich en komt te laat om uit een van de starters (Bulbasaur, Charmander en Squirtle) te kiezen. Omdat hij toch heel graag aan zijn Pokémonreis wil beginnen, krijgt hij van Professor Oak uiteindelijk toch een Pokémon mee: Pikachu. Deze Pokémon is echter niet bepaald gehoorzaam en het zal een moeilijke taak voor Ash worden om zijn vertrouwen te winnen.
Van Professor Oak, de lokale Pokémonprofessor, krijgt Ash een PokéDex mee, een elektronische encyclopedie met daarin gegevens over alle momenteel voorkomende Pokémon uit de Kanto-regio. Onderweg ontmoet Ash een meisje genaamd Misty. Na een akkefietje kunnen de twee amper met elkaar opschieten, maar besluiten toch reisgenoten te worden. In Pewter City gaat Ash in competitie met gymleider Brock, en wint de strijd. Ook Brock besluit met Ash mee te gaan, en laat zijn gym achter bij zijn vader. Tezamen met Pikachu gaan de drie op reis door de Kanto-regio, op weg naar de Pokémon-league op het Indigo-plateau.
Op hun weg wordt het viertal ruw verstoord door het kwaadaardige trio Team Rocket, bestaande uit Jessie, James en Meowth. Die zien wel baat bij zo'n zeldzame Pikachu, en zetten alles op alles om de Pokémon in handen te krijgen voor een misdadige organisatie groter dan welke organisatie dan ook. Ook heeft Ash steeds concurrentie van zijn rivaal Gary Oak.

## Rolverdeling
| Hoofdrollen      | Hoofdrollen                                          | Hoofdrollen        | Hoofdrollen        |
| Personage        | Nederlandse versie                                   | Amerikaanse versie | Japanse versie     |
| ---------------- | ---------------------------------------------------- | ------------------ | ------------------ |
| Verteller        | Jeroen Keers                                         | Rodger Parsons     | Unshō Ishizuka     |
| Ash Ketchum      | Christa Lips                                         | Veronica Taylor    | Rica Matsumoto     |
| Misty            | Marlies Somers                                       | Rachael Lillis     | Mayumi Iizuka      |
| Brock            | Fred Meijer                                          | Eric Stuart        | Yuji Ueda          |
| Pikachu          | Ikue Ōtani                                           | Ikue Ōtani         | Ikue Ōtani         |
| Jessie           | Hilde de Mildt                                       | Rachael Lillis     | Megumi Hayashibara |
| James            | Bram Bart                                            | Eric Stuart        | Miki Shinichirou   |
| Meowth           | Jan Nonhof                                           | Maddie Blaustein   | Inuko Inuyama      |
| Zuster Joy       | Mandy Huydts                                         | Megan Hollingshead | Ayako Shiraishi    |
| Agent Jenny      | Edna Kalb                                            | Lee Quick          | Chinami Nishimura  |
| Gary Oak         | Bram Bart                                            | Jimmy Zoppi        | Yuko Kobayashi     |
| Delia Ketchum    | Beatrijs Sluijter                                    | Veronica Taylor    | Masami Toyoshima   |
| Professor Oak    | Jon van Eerd                                         | Stan Hart          | Unshô Ishizuka     |
| Jigglypuff       | Rachael Lillis                                       | Rachael Lillis     | Mika Kanai         |
| Stadionomroeper  | Olaf Wijnants                                        | ???                | ???                |
| Dexter (PokéDex) | Jon van Eerd                                         | Eric Stuart        | Shinichirō Miki    |
|                  |                                                      |                    |                    |
| overige          | Niki Romijn Stan Limburg Mandy Huydts Bram Bart e.a. |                    |                    |

## Muziek

### Leader
De leader Pokémon Theme (Gotta catch 'em all), die dit seizoen onvertaald gelaten werd, bevat de originele zang van Jason Paige. Het achtergrondkoor bestaat uit Kati Mac, John Loeffler, Ken Cummings en Louis Cortelezzi. De muziek werd gearrangeerd door Larry Saltzman en David Rolfe (gitaren) met composities van John Siegler. Na een initiatief op Facebook kwam 'Gotta Catch 'Em All' in 2015 binnen in de Radio 2 Top 2000.

### PokéRap
De eindmuziek bestaat uit vijf delen van de PokéRap, verspreid over elke doordeweekse dag van de week. Te zien net voor de aftiteling, bevatten de raps gemiddeld dertig Pokémon waardoor je alle namen binnen no-time uit je hoofd kent. Eén rap duurt in totaal één minuut.
In de Nederlandse versie werden de non-zanggedeeltes (dus alleen introductie en afsluiting) in het Nederlands ingesproken door Edward Reekers. De rest is (Engelstalig) ingezongen door de originele Amerikaanse zangers James D-Train Williams en Babi Floyd. Alleen van de originele Amerikaanse versie bestaat een compilatie voor cd. De Nederlandstalige versie is nog niet uitgebracht op cd.

### Cd
Alle liedjes uit de Engelstalige versie zijn uitgebracht op de cd 2.B.A. Master. Hierop staan alle liedjes die ook in de Nederlandstalige versie te horen waren, op één liedje na: de Nederlandstalige PokéRap met Edward Reekers. Alle, op deze cd uitgebrachte nummers, betreffen langere versies trouw aan het korte origineel, op het nummer The Time Has Come (insert song uit Het Afscheid van Pikachu) na; deze is op de cd ingezongen door een andere, hoger klinkende, zanger. Tevens zijn enkele nummers ook heruitgebracht op compilatie-cd Pokémon X - Ten Years Of Pokémon.
Van het muziekalbum is ook een pianoboekje met muzikale begeleiding verschenen. Ook uitgebracht is een boekje met blokfluitbegeleiding.

## Dvd-uitgave
In Nederland zijn de eerste 31 afleveringen uitgebracht op dvd, op Pokémongeur-rukkelijk (25) na.
| Titel                                                         | Afleveringen | Verschijningsdatum | Talen      | Distributeur    |
| ------------------------------------------------------------- | --- | ------------------ | ---------- | --------------- |
| Pokémon Deel 1 Ik kies jou! Pikachu! (ook op VHS)             | S1AFL01 Pokémon! Ik kies jou! S1AFL02 Pokémonnoodgeval! S1AFL03 Ash vangt een Pokémon! speelduur: ca. 70 minuten extra's: volledige Engelstalige PokéRap verpakking: jewelcase                               | 1999               | Nederlands | Arcade Pictures |
| Pokémon Deel 2 Het geheim van de maanberg (ook op VHS)        | S1AFL04 Uitdaging van de Samurai S1AFL05 Krachtmeting in Pewter City S1AFL06 Clefairy en de maansteen speelduur: ca. 70 minuten extra's: volledige Engelstalige PokéRap verpakking: jewelcase                | 1999               | Nederlands | Arcade Pictures |
| Pokémon Deel 3 De waterbloemen van Cerulean City (ook op VHS) | S1AFL07 De waterbloemen van Cerulean City S1AFL08 Op weg naar het Pokémon Kampioenschap S1AFL09 Een harde leerschool speelduur: ca. 70 minuten extra's: volledige Engelstalige PokéRap verpakking: jewelcase | 1999               | Nederlands | Arcade Pictures |
| Pokémon Deel 4 Poké-vrienden (ook op VHS)                     | S1AFL10 Bulbasaur en de verborgen stad S1AFL11 Charmander, de verlaten Pokémon S1AFL12 Opzij voor de Squirtle-bende speelduur: ca. 70 minuten extra's: volledige Engelstalige PokéRap verpakking: jewelcase  | 1999               | Nederlands | Arcade Pictures |
| Pokémon Deel 5 Thunder Shock (ook op VHS)                     | S1AFL13 Mysterie in de vuurtoren S1AFL14 Een schokkende uitdaging S1AFL15 Gevecht aan boord van de St. Anne speelduur: ca. 70 minuten extra's: volledige Engelstalige PokéRap verpakking: jewelcase          | april 2000         | Nederlands | Arcade Pictures |
| Pokémon Deel 6 Pikachu zeezicht (ook op VHS)                  | S1AFL16 Pokémonschipbreuk S1AFL17 Eiland van de reuze Pokémon S1AFL18 Tentacool & Tentacruel speelduur: ca. 70 minuten extra's: volledige Engelstalige PokéRap verpakking: jewelcase                         | april 2000         | Nederlands | Arcade Pictures |
| Pokémon Deel 7 Uitzonderlijke krachtmeting (ook op VHS)       | S1AFL19 De geest van Maiden's Peak S1AFL20 Vaarwel Butterfree S1AFL21 Abra en de uitzonderlijke krachtmeting speelduur: ca. 70 minuten extra's: volledige Engelstalige PokéRap verpakking: jewelcase         | juli 2000          | Nederlands | Arcade Pictures |
| Pokémon Deel 8 Primeape problemen (ook op VHS)                | S1AFL22 De toren der verschrikking S1AFL23 De strijd tussen Haunter en Kadabra S1AFL24 Primeape wordt stapelgek speelduur: ca. 70 minuten extra's: volledige Engelstalige PokéRap verpakking: jewelcase      | juli 2000          | Nederlands | Arcade Pictures |
| Pokémon Deel 9 Pokémon mode (ook op VHS)                      | S1AFL26 De slaapgolven van Hypno S1AFL27 De allernieuwste mode S1AFL28 De Vecht-Pokémon speelduur: ca. 70 minuten extra's: volledige Engelstalige PokéRap verpakking: jewelcase                              | augustus 2000      | Nederlands | Arcade Pictures |
| Pokémon Deel 10 Het toernooi (ook op VHS)                     | S1AFL29 Vonkenregen van Magnemite S1AFL30 Daar heb je de Diglett S1AFL31 De Ninja Poké-Demonstratie speelduur: ca. 70 minuten extra's: volledige Engelstalige PokéRap verpakking: jewelcase                  | augustus 2000      | Nederlands | Arcade Pictures |
| Pokémon Beste van deel 1 t/m 4 (4 dvd's - box)                | inhoud deel 1-4 beste van speelduur: ca. 260 minuten verpakking: dubbeldik dvd-doos | 10 mei 2005        | Nederlands | Bridge Pictures |
| Pokémon Beste van Deel 3 De Best Bewaarde Geheimen            | S1AFL74 Geheimen uit de oudhoud S2AFL08 De roze Pokémon S2AFL09 Het schild van Kabuto speelduur: ca. 65 minuten verpakking: standaard-dvd-doos                                                               | 9 maart 2004       | Nederlands | Bridge Pictures |
| Pokémon De Reis van Johto deel 5 t/m 8 (4 dvd's - box)        | inhoud deel 5-8 De Reis van Johto speelduur: ca. 260 minuten verpakking: dubbeldik dvd-doos | 2003               | Nederlands | Bridge Pictures |
| Pokémon De Reis van Johto Deel 5 Ultimate Adventures          | S1AFL62 Het ruimteschip van Clefairy S2AFL07 De kristallen Onix S2AFL15 Het Pokémon-spookschip speelduur: ca. 65 minuten verpakking: standaard-dvd-doos                                                      | juni 2002          | Nederlands | Bridge Pictures |
| Pokémon De Reis van Johto Deel 6 Ultimate Challenge           | S1AFL73 Het overmeesteren van Onix S1AFL75 Slecht tot op het bot S2AFL19 De Mandarin Island Miss Match speelduur: ca. 65 minuten verpakking: standaard-dvd-doos                                              | juni 2002          | Nederlands | Bridge Pictures |
| Pokémon De Reis van Johto Deel 7 Ultimate Pikachu Stories     | S1AFL69 De Pi-Kahuna S2AFL06 Pikachu komt in opstand S2AFL24 Pikachu in moeilijkheden speelduur: ca. 65 minuten verpakking: standaard-dvd-doos                                                               | juli 2002          | Nederlands | Bridge Pictures |
| Pokémon De Reis van Johto Deel 8 Ultimate Gym Leaders         | S1AFL63 Het gevecht om de badge S2AFL05 Een wedstrijd op zee S2AFL22 De duistere dreiging speelduur: ca. 65 minuten verpakking: standaard-dvd-doos                                                           | juli 2002          | Nederlands | Bridge Pictures |

## Afleveringen
| Seizoen 1 Pokémon: Indigo League | Seizoen 1 Pokémon: Indigo League                                          |
| Nr.                              | Afleveringtitel                                                           |
| -------------------------------- | ------------------------------------------------------------------------- |
| 01                               | Pokémon, Ik Kies Jou!                                                     |
| 02                               | Pokémon Noodgeval!                                                        |
| 03                               | Ash Vangt Een Pokémon                                                     |
| 04                               | De Samoerai-Uitdaging                                                     |
| 05                               | Krachtmeting In Pewter City - Flint wordt vertolkt door Just Meijer.      |
| 06                               | Clefairy En De Moon Stone                                                 |
| 07                               | De Waterbloemen Van Cerulean City                                         |
| 08                               | Op Weg Naar Het Pokémon Kampioenschap                                     |
| 09                               | Een Harde Leerschool                                                      |
| 10                               | Bulbasaur En De Verborgen Stad - Melanie wordt vertolkt door Niki Romijn. |
| 11                               | Charmander, De Verlaten Pokémon                                           |
| 12                               | Opzij Voor De Squirtle Bende                                              |
| 13                               | Mysterie In De Vuurtoren                                                  |
| 14                               | Een Schokkende Uitdaging                                                  |
| 15                               | Gevecht Aan Boord Van De St. Anne                                         |
| 16                               | Pokémon Schipbreuk                                                        |
| 17                               | Het Eiland Van De Reuze Pokémon                                           |
| 18                               | Tentacool & Tentacruel                                                    |
| 19                               | De Geest Van Maiden's Peak                                                |
| 20                               | Vaarwel Butterfree                                                        |
| 21                               | Abra En De Uitzonderlijke Krachtmeting                                    |
| 22                               | De Toren Der Verschrikking                                                |
| 23                               | De Strijd Tussen Haunter En Kadabra                                       |
| 24                               | Primeape Wordt Stapelgek                                                  |
| 25                               | Pokémon Geur-Rukkelijk                                                    |
| 26                               | De Slaapgolven Van Hypno                                                  |
| 27                               | De Allernieuwste Mode                                                     |
| 28                               | De Vecht Pokémon                                                          |
| 29                               | Vonkenregen Van Magnemite                                                 |
| 30                               | Daar Heb Je De Diglett!                                                   |
| 31                               | De Ninja Poké-Demonstratie                                                |
| 32                               | De Vuurpokémon Atleet                                                     |
| 33                               | Het Kangaskhan Kind                                                       |
| 34                               | De Brug Fietsbende                                                        |
| 35                               | Het Geheimzinnige Landhuis                                                |
| 36                               | Het Afscheid Van Pikachu                                                  |
| 37                               | De Strijdende Eevee Broers                                                |
| 38                               | Wakker Worden Snorlax!                                                    |
| 39                               | Nieuwe Uitdagingen In Dark City                                           |
| 40                               | Op De Loop Voor De Exeggutor Bende                                        |
| 41                               | Het Probleem Met Paras                                                    |
| 42                               | Het Lied Van Jigglypuff                                                   |
| 43                               | Aanval Van De Prehistorische Pokémon                                      |
| 44                               | Een Riskante Operatie                                                     |
| 45                               | De Bruiloft!                                                              |
| 46                               | De Pokémon Dief                                                           |
| 47                               | Voor Wie Is Togepi?                                                       |
| 48                               | De Geheimzinnige Tuin Van Bulbasaur                                       |
| 49                               | De Zaak Van De K-9 Eenheid!                                               |
| 50                               | Pokémon Paparazzi                                                         |
| 51                               | Het Pittige Pokémon Examen                                                |
| 52                               | Het Geheimzinnige Fok Center                                              |
| 53                               | Prinses Tegen Prinses                                                     |
| 54                               | De Purr-fecte Held                                                        |
| 55                               | Moeilijke Raadsels                                                        |
| 56                               | De Brullende Vulkaan                                                      |
| 57                               | Blastoise Eiland In Een Roes                                              |
| 58                               | De Misty-rieuze Zeemeermin                                                |
| 59                               | Het Ruimteschip Van Clefairy                                              |
| 60                               | Het Gevecht Voor De Badge                                                 |
| 61                               | De Fratsen Van Mr. Mime                                                   |
| 62                               | De Kerstman Is Een Jynx                                                   |
| 63                               | Verdwaald In De Sneeuw!                                                   |
| 64                               | De Krachtmeting In Het Po-ké Kamp                                         |
| 65                               | De Evolutie Sensatie                                                      |
| 66                               | De Pi-Kahuna                                                              |
| 67                               | Ruim Baan Voor Gloom                                                      |
| 68                               | De Helden Van Het Witte Doek!                                             |
| 69                               | Naar Het Westen, Jonge Meowth                                             |
| 70                               | Het Overmeesteren Van Onix!                                               |
| 71                               | Geheimen Uit De Oudheid                                                   |
| 72                               | Slecht Tot Op Het Bot                                                     |
| 73                               | In Vuur En Vlam!                                                          |
| 74                               | De Eerste Ronde!                                                          |
| 75                               | Vuur En IJs                                                               |
| 76                               | Het Vierde Ronde Gerommel                                                 |
| 77                               | Een Echte Vriend                                                          |
| 78                               | Zowel Vriend Als Vijand                                                   |
| 79                               | Vrienden Voor Het Leven                                                   |
| F1                               | Mewtwo tegen Mew                                                          |
| P1                               | Pikachu's vakantie!                                                       |

- p = pikachushort, f = film

## Trivia
- De vormgeving van de Pokémon-league doet denken aan de Olympische Spelen, waaronder de eeuwig brandende fakkel met in het geval van de Indigo-league de vlam van Moltres.